# Ochratoksyna B
Ochratoksyna B – organiczny związek chemiczny z grupy ochratoksyn. Od ochratoksyny A odróżnia się mniejszą szkodliwością oraz rzadszym występowaniem w produktach naturalnych, a także atomem wodoru w pozycji 5 zamiast atomu chloru.